# Resolució 1124 del Consell de Seguretat de les Nacions Unides
La Resolució 1124 del Consell de Seguretat de les Nacions Unides fou adoptada per unanimitat el 31 de juliol de 1997. Després de reafirmar totes les resolucions sobre Geòrgia, en particular la Resolució 1096 (1997), el Consell va prorrogar el mandat de la Missió d'Observació de les Nacions Unides a Geòrgia (UNOMIG) fins al 31 de gener de 1998.
El Consell de Seguretat va destacar que els observadors de la UNOMIG i la força de pau de la Comunitat d'Estats Independents (CIS) havia estabilitzat la zona de conflicte a Geòrgia. No obstant això, la regió de Gali havia estat desestabilitzada pels grups armats, el crim i la col·locació de mines terrestres. Tant a Geòrgia com a Abkhàzia se'ls va recordar que l'assistència de la comunitat internacional depenia de la seva disposició a resoldre el problema pacíficament.
Hi havia preocupació perquè les negociacions entre ambdues parts encara eren en un punt mort. El Consell va donar suport als plans del secretari general Kofi Annan de tenir un paper més actiu en el procés de pau; hi havia prevista una reunió a Ginebra per determinar àrees en què es podia fer un progrés concret. Es van condemnat tots els homicidis ètnics i la violència, a més de la part abkhaz lligada el retorn del refugiats i persones desplaçades per la seva condició política. En aquest sentit, es va demanar a Abkhàzia que accelerés el retorn voluntari dels desplaçats, en un calendari proposat per l'Alt Comissionat de les Nacions Unides per als Refugiats, d'acord amb el dret internacional.
El mandat de la missió de la UNOMIG es va ampliar fins al 31 de gener de 1998, però depenia dels esdeveniments relacionats amb la força de manteniment de la pau de la CEI. El secretari general va informar sobre la situació a Abkhàzia i Geòrgia tres mesos després de la seva aprovació. La resolució va concloure amb el Consell de Seguretat anunciant la seva intenció d'emprendre una revisió del mandat de la UNOMIG i la seva presència a Geòrgia.